# Mai 1915

## Événements
- L’armée de l’Union sud-africaine prend Windhoek, la capitale du Sud-Ouest africain.
  - L’armée de l’Union Sud Africaine est exclusivement blanche. Les Noirs sont utilisés pour la logistique. Elle combat en Namibie, en Afrique de l’Est et en Europe.
- Mai - octobre : offensives allemandes contre la Russie.

- 2 mai : offensive austro-allemande de Gorlice-Tarnov en Galicie pour éviter l’invasion de la Hongrie par les Russes (fin le 18 septembre).

- 3 mai : 
  - John McCrae écrit le poème In Flanders fields. Le poème fut plus tard traduit en français avec pour titre Au champ d'honneur.
  - L’Italie dénonce le traité de la Triple-Alliance qui la liait aux empires centraux.

- 6 mai : les Russes battent en retraite sur un front de 160 km.

- 7 mai : torpillage par les Allemands du paquebot britannique Lusitania au sud des côtes irlandaises par un sous-marin allemand.

- 9 - 15 mai : offensive française en Artois. Échec  en juin.

- 12 mai : Tobias Crawford Norris devient premier ministre du Manitoba.

- 13 mai : tensions diplomatiques entre l’Empire allemand et les États-Unis après l’affaire du torpillage du Lusitania.

- 14 mai : émeute républicaine à Lisbonne. Arriaga doit démissionner et est remplacé par Teófilo Braga jusqu’en août quand est élu Bernardino Machado.

- 15 mai : les Russes sont battus dans les Carpates par la XIe armée du maréchal August von Mackensen.

- 23 mai : 
  - Le royaume d'Italie déclare la guerre à l’Autriche-Hongrie.
  - Début du ministère de coalition d'Herbert Asquith, Premier ministre du Royaume-Uni (fin en 1916). Les travaillistes accèdent pour la première fois aux affaires (Arthur Henderson, puis George Barnes).

- 24 mai : les Alliés envoient une note de protestation au gouvernement ottoman à propos du massacre des Arméniens.

- 25 mai :
  - Traité instaurant la domination japonaise au Shandong, en Mandchourie et en Mongolie-Intérieure. La Chine entrera en possession du territoire de Jiaozhou à fin de la guerre.
  - Accord tripartite signé à Kiakhta entre la république de Chine, l'Empire russe et la Mongolie, garantissant l’autonomie de la Mongolie, qui renonce à son exigence d’unification. L’État théocratique mongol conserve l’administration féodale.

- 30 mai (Empire ottoman) : publication du décret général de déportation des Arméniens dans les déserts d'Irak et de Syrie, des centaines de milliers de personnes meurent.
  - Sur les 2,1 millions d’Arméniens qui restent dans l’Empire ottoman, un million environ périt de 1915 à 1918. 120 000 survivants atteignent les villes syriennes, 200 000 l’Euphrate, et 300 000 le Caucase à la faveur de l’occupation russe. Après de nombreux départs en Europe, il ne reste au Moyen-Orient que 70 000 Arméniens.

- 31 mai : 500 miles d'Indianapolis.

## Naissances
- 3 mai : Stu Hart, catcheur canadien († 16 octobre 2003).
- 6 mai : Orson Welles, acteur et réalisateur américain († 10 octobre 1985).
- 12 mai : frère Roger, fondateur et animateur de la Communauté de Taizé († 16 août 2005).
- 15 mai :
  - Mario Monicelli, scénariste et réalisateur italien († 29 novembre 2010).
  - Paul Samuelson, économiste américain († 13 décembre 2009).
- 20 mai : Robert Moreau, syndicaliste et homme politique belge († 23 juillet 2006).
- 21 mai : Bill Williams, acteur américain († 21 septembre 1992).
- 28 mai : Frank Pickersgill, agent secret († 14 septembre 1944).
- 31 mai : Carmen Herrera, peintre cubano-américaine († 12 février 2022).

## Décès
- 2 mai : Clara Immerwahr, chimiste allemande (° 21 juin 1870)
- 9 mai : François Faber, coureur cycliste.